# Hypsiboas sp
La rana cowboy (Hypsiboas sp) es una especie de ranita recientemente descubierta en Surinam por la organización Conservación Internacional junto con otras 45 especies más. Se llama así porque en sus patas posee un espolón que recuerda a la espuela de un caballo.
Además, posee unas características franjas blancas que recorren sus patas.
Su descubrimiento se llevó a cabo por un estudio en sitios remotos a lo largo de los ríos Kutari y Sipaliwini.
Los miembros del programa de Conservación Internacional han señalado que el trabajo de su descubrimiento se ha llevado a cabo gracias a la intervención de estudiantes y pobladores locales.
Dichos pobladores ya han marcado una zona de protección de especies que esperan convertir en una reserva natural. 